# タマラ・イエロフィエバ
タマラ・イエロフィエバ（ウクライナ語: Тамара Анатоліївна Єрофеєва, ロシア語: Тамара Анатольевна Ерофеева,Tamara Yerofeyeva、1982年3月4日 - ）は、ウクライナの新体操選手。キーウ出身。
2001年度の世界女王。個人で活躍した傍ら、団体にも参加し（団体総合ではない）、世界選手権の団体で金メダル1個（2002年度の5リボン）、銅メダル2個（1998年度の5ボールと3リボン/2フープ）を獲得している。

## 経歴
- 1985年、新体操を始める。
- 1996年、ナショナルチーム入り。
- 2000年、シドニーオリンピックに出場、個人総合6位。
- 2001年、世界新体操選手権の個人総合で優勝。当初は個人総合3位となっていたが、1位のアリーナ・カバエワと2位のイリーナ・チャシナが薬物使用違反で失格となったため、繰り上げで金メダリストとなった。
- 2004年に引退。